# John Duncan Gregory
John Duncan Gregory (* 26. Mai 1878; † 29. Januar 1951) war ein britischer Diplomat.

## Leben und Tätigkeit
Gregory war ein Sohn des Philip Gregory. Er wurde an der Eton School erzogen. 1902 trat Gregory in den britischen Diplomatischen Dienst ein. Nachdem er die Eingangsprüfung bestanden hatte, wurde er mit Bestallungsdatum vom 10. April 1902 zum Clerk im Foreign Office ernannt. Am 26. Oktober 1903 folgte die Ernennung zum geschäftsführenden Sekretär 3. Klasse im Diplomatischen Dienst.
Von Oktober bis November 1903 fungierte Gregory als Sekretär des britischen Vertreters beim Schlichtungstribunal für die Klärung der Ansprüche des Staates Venezuela (Venezuela Claims Arbitration Tribunal) in Den Haag. Im Februar 1906 übernahm er den Posten des Sekretärs der Kommission für die Neuen Hebriden in London. Am 1. Oktober 1907 erreichte er den Rang eines Sekretärs 2. Klasse im Diplomatischen Dienst. Gleichzeitig wurde er an die britische Vertretung in Wien versetzt, der er bis zum 11. April 1909 als 2. Sekretär der Botschaft angehörte.
Im April 1909 wechselte Gregory an die britische Vertretung in Bukarest. Vom 25. Juni bis 1. Oktober 1909 fungierte er dort in Abwesenheit des Gesandten als Geschäftsträger (Charge d’Affaires), bevor er zum 7. Oktober 1909 ins Foreign Office zurückkehrte. Im Juni 1911 nahm Gregory als beigeordneter Begleiter des Vertreters der Republik Kuba an der Krönung von George V. teil.
Zum 1. Oktober 1913 erreichte Gregory den Rang eines Assistant Clerk im Foreign Office. Nach dem Ausbruch des Ersten Weltkriegs wurde er zum 7. Dezember 1914 der Sondermission von Henry Howard im Vatikan als Sekretär zugeteilt, wobei er den Rang eines geschäftsführenden Sekretärs 1. Klasse im diplomatischen Dienst erhielt. Zum 10. November 1915 kehrte er ins Foreign Office zurück.
Von 1917 bis 1920 leitete Gregory die Russlandabteilung im britischen Kriegsministerium. Zum 1. Dezember 1919 wurde er zum Botschaftsrat (Counsellor of Embassy) ernannt.
Zum 4. Februar 1920 wurde Gregory zum beigeordneten Sekretär im Foreign Office (Assistant Secretary in the Foreign Office) ernannt, eine Position, die er bis 1925 innehatte. In dieser Funktion nahm Gregory im Oktober 1921 als britischer Bevollmächtigter an der Åland-Insel-Konferenz in Genf teil und unterschrieb den dazugehörigen Vertrag. 1922 war er der Hauptvertreter des Foreign Office bei den Konferenzen von Genua und Den Haag.
Als Sekretär im Foreign Office leitete Gregory von 1920 bis 1925 die Abteilung für Nordeuropa (Northern Department) des Foreign Office, das für Russland, Polen und die baltischen Länder zuständig war. In dieser Stellung war er mit dafür verantwortlich die von Großbritannien finanzierten Expeditionen der Generäle Denikin und Wrangel gegen die junge Sowjetunion in die Wege zu leiten.
Im Februar 1928 wurde Gregory aus dem diplomatischen Dienst entlassen. Hintergrund war seine Verwicklung – zusammen mit zwei anderen Angehörigen des Foreign Office – in Spekulationen in ausländischen Währungen (bzw. Wechselkursschwankungen). Eine Untersuchung der Affäre sprach ihn zwar von illegalen Handlungen frei, da das Foreign Office jedoch zu dem Ergebnis kam, dass er sich in einer Weise verhalten habe, die mit den Ansprüchen, die man an einen Mann in seiner hohen Stellung stellen müsse, nicht gerecht geworden sei, wurde er aus diesem Grund aus dem Staatsdienst entlassen.
1928 veröffentlichte Gregory seine Autobiographie. 1935 folgte eine Biographie über den österreichischen Politiker Engelbert Dollfuss.

## Familie
Gregory war seit 1904 verheiratet mit Gwendolyn Lind geb. Maude, mit der er zwei Töchter hatte.

## Schriften
- On the Edge of Diplomacy. Rambles and Reflections 1902-1928, 1929.
- Dolfuss and his Times, 1935.